# ماسافومي مياغي
ماسافومي مياغي (باليابانية: 宮城 雅史) (19 يناير 1991 في أوكيناوا في اليابان – )؛ هو لاعب كرة قدم ياباني سابق كان يلعب كمدافع.

## وصلات خارجية
- ماسافومي مياغي على موقع رابطة كرة القدم اليابانية للمحترفين (اليابانية)
- ماسافومي مياغي على موقع قاعدة بيانات كرة القدم.إي يو (الإنجليزية)
- ماسافومي مياغي على موقع Soccerway.com (الإنجليزية)
- ماسافومي مياغي على موقع عالم كرة القدم.نت (الإنجليزية)